# Kauab
 Ovo je glavno značenje pojma Kauab. Za druga značenja pogledajte Kauab, krunski princ.
Kauab ("čiste duše") je bio princ drevnog Egipta, a živio je tijekom 4. dinastije. Bio je sin princa Kanefera, unuk faraona Snofrua, nećak faraona Kufua i bratić krunskog princa Kauaba. Bio je stariji brat Kanefera Mlađeg i princeze Meresank.  